# Contea di Apache
La contea di Apache, in inglese Apache County, è una contea dello Stato dell'Arizona, negli Stati Uniti. La popolazione al censimento del 2000 era di 69.423 abitanti. Il capoluogo di contea è St. Johns.

## Geografia fisica
La contea si trova nella parte nord-orientale dell'Arizona. Lo United States Census Bureau certifica che l'estensione della contea è di 29.056 km², di cui 35 km² di acque interne.
La maggior parte della contea è occupata dalla Riserva o Nazione Navajo e dallaRiserva Fort Apache. Si trova anche una piccola parte non contigua della Riserva dei Zuñi. La superficie designata alle riserve è la più ampia di ogni altra contea negli Stati Uniti. Nella contea si trova anche il Parco nazionale della foresta pietrificata (Petrified Forest National Park). Il Canyon de Chelly (monumento nazionale) si trova interamente all'interno della contea.

### Contee confinanti
- Contea di San Juan (Utah) - nord
- Contea di Montezuma (Colorado) - nord-est
- Contea di San Juan (Nuovo Messico) - est
- Contea di McKinley (Nuovo Messico) - est
- Contea di Cibola (Nuovo Messico) - est
- Contea di Catron (Nuovo Messico) - est
- Contea di Greenlee - sud
- Contea di Graham - sud
- Contea di Navajo - ovest

## Storia
La Contea di Apache venne costituita il 24 febbraio 1879 dalla parte est della contea di Yavapai. Il capoluogo scelto fu Snowflake, poi spostato nel 1880 a St. Johns.

## Infrastrutture e trasporti

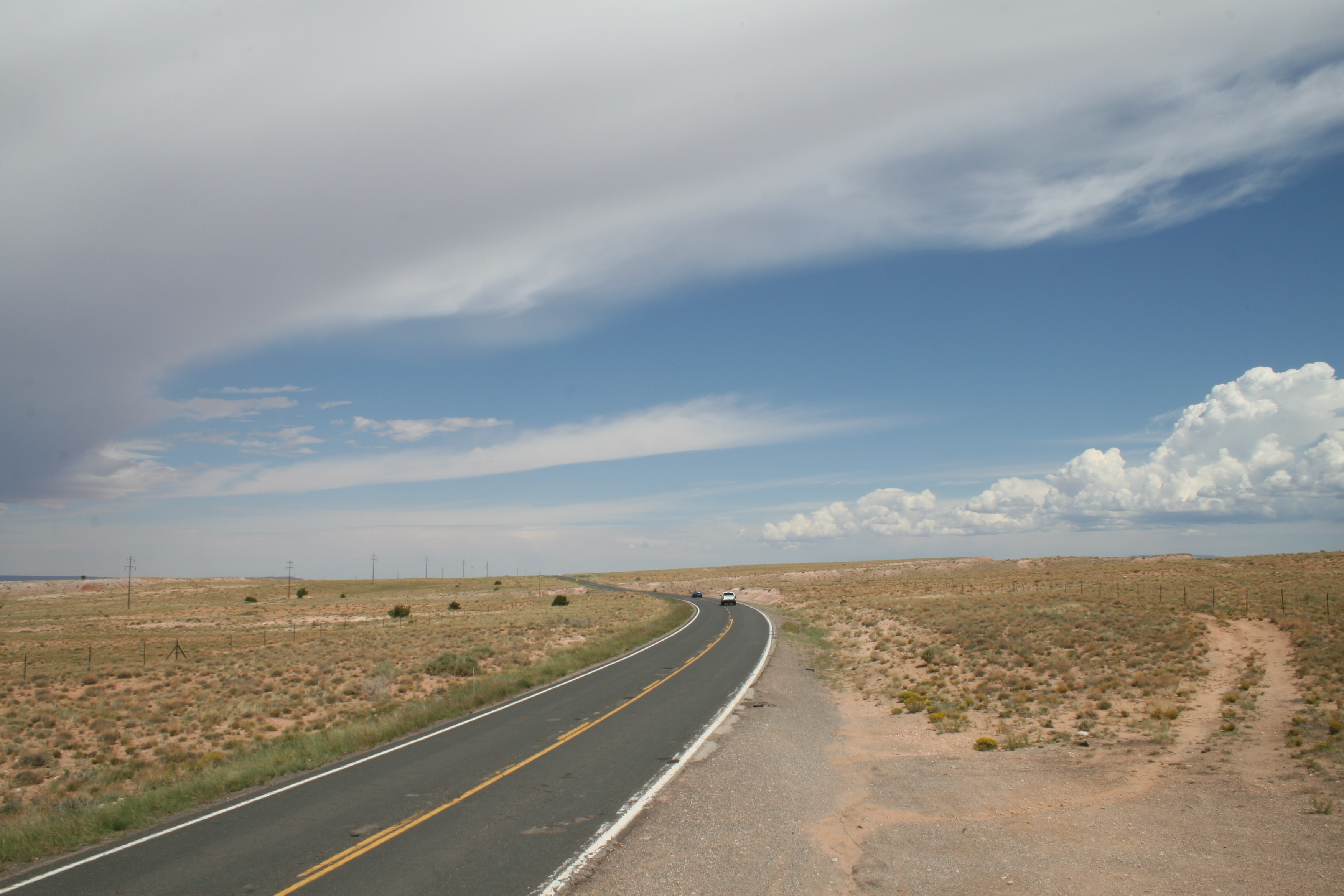
U.S. Route 191 crossing the Beautiful Valley in Apache County

### Principali strade ed autostrade
| - Interstate 40 - U.S. Highway 60 - U.S. Highway 160 - U.S. Highway 180 - U.S. Highway 191 | - State Route 61 - State Route 180A - State Route 260 - State Route 261 - State Route 264 - State Route 273 | - Indian Route 7 - Indian Route 12 - Indian Route 54 - Indian Route 59 - Indian Route 63 |

### Aeroporti
- Chinle - Chinle Municipal Airport (E91)
- Springerville - Springerville Municipal Airport (D68)
- St. Johns - St. Johns Industrial Air Park (SJN)
- Window Rock - Window Rock Airport (RQE)

## Geografia antropica

### City
- St. Johns (capoluogo)

### Towns
- Eagar - town
- Springerville- town

### Census-designated places
- Alpine
- Burnside
- Chinle
- Concho
- Cornfields
- Cottonwood
- Del Muerto
- Dennehotso
- Fort Defiance
- Ganado
- Greer
- Houck
- Klagetoh
- Lukachukai
- Lupton
- Many Farms
- McNary
- Nazlini
- Nutrioso
- Oak Springs
- Red Mesa
- Red Rock
- Rock Point
- Rough Rock
- Round Rock
- St. Michaels
- Sanders
- Sawmill
- Sehili
- Steamboat
- Teec Nos Pos
- Toyei
- Tsaile
- Vernon
- Wide Ruins
- Window Rock

### Unincorporated communities
- Adamana
- Blue Gap
- Chambers
- Hunters Point
- Mexican Water
- Milkwater
- Navajo Springs
- White Clay